# 阿根廷司法机关
阿根廷司法机关（西班牙語：Poder Judicial de la Nación）是阿根廷共和国三权之一，由最高法院与国会设立的各地下级法院组成。
最高法院由五位大法官组成，大法官由总统经参议院批准任命。
下级法院分为联邦法院（tribunales federales）与国家法院（tribunales nacionales），其中联邦法院负责审理全国范围内的联邦法纠纷，而国家法院则负责布宜诺斯艾利斯市内的法律纠纷。法官由总统经参议院同意后，从司法委员会选出的候选人中任命。司法委员会是一个多部门组织，负责监督法官和司法机关的行政管理。法官只要“保持其良好行为”，就将一直留任；只有在出现严重违规行为时，才能由由立法者、司法委员、律师和参议员组成的审判团罢免法官。

## 联邦司法
阿根廷宪法第116条规定联邦司法由最高法院和下级法院组成，负责审理涉及宪法和国家法律、涉及国际条约、涉及大使，公共部长和领事、海事案件、涉及阿根廷国、涉及多个省份、领国与本国省份的案件。这类案件仅能在联邦层面审理，在此情况下，最高法院仅作为上诉法院存在。

### 最高法院
阿根廷最高法院是阿根廷内的终审法院，意味着其判决仅能在授权的国际组织（如美洲人权法院）上推翻。自2017年以来，法院多数认为没有任何国际法院可以推翻其判决。通常认为，其被用于行使合宪性审查。例如，如果最高法院认为法律全文或部分条文违背宪法原则，则可以宣布法律违宪。最高法院同样是阿根廷的最后的上诉途径（其名为“联邦特别途径”）。
五位最高法院大法官由阿根廷总统经参议院批准后提名。最高法院由一名首席大法官和一名副手。

### 司法委员会
司法委员会（Consejo de la Magistratura）依照1994年宪法设立，负责选拔国家法官和联邦法官，以及阿根廷司法机关的行政管理和纪律监督。宪法规定委员会必须平衡选举的政治代表和法律界及学术界人士。
2021年12月，最高法院宣布2006年国会修订的委员会组成法违宪，判令恢复1997年两项法律的有效性，并将最高法院首席大法官置于司法委员会长。

### 公共部
阿根廷公共部
公共部（Ministerio Público）是阿根廷的宪立机构，具有职能和财政自主权，负责促进司法公正的职能。公共部被一些学说视为“第四权力”，而也有人认为它是一个“额外权力”。
公共部由两个机构组成，分别是检察总长领导的阿根廷公共检察部和辩护总长的阿根廷公共辩护部。申诉专员不属于这个机关。
检察官负责在司法程序通过公訴捍卫公共利益，而公設辯護人捍卫无法辩护的人的权利。

### 联邦管辖区
根据第24,050号法规定，阿根廷全境被分为17个联邦管辖区，分别是：
- 布兰卡港联邦管辖区，负责布宜诺斯艾利斯省南部及拉潘帕省。
- 联邦首都联邦管辖区，分为：
  - 国家经济犯罪法院
  - 国家联邦民事及商业法院
  - 国家联邦刑事和惩教法院
  - 国家联邦行政诉讼法院，管辖布宜诺斯艾利斯自治市及国家领土。
- 里瓦达维亚海军准将管辖区，负责丘布特省、圣克鲁斯省和火地省。
- 科连特斯联邦管辖区，负责科连特斯省。
- 科尔多瓦联邦管辖区，负责科尔多瓦省和拉里奥哈省。
- 罗卡将军联邦管辖区，负责内格罗河省和内乌肯省。
- 拉普拉塔联邦管辖区，负责布宜诺斯艾利斯省中东部和大布宜诺斯艾利斯南部。
- 马德普拉塔联邦管辖区，负责布宜诺斯艾利斯省中部。
- 门多萨联邦管辖区，负责门多萨省、圣胡安省和圣路易斯省。
- 巴拉那联邦管辖区，负责恩特雷里奥斯省。
- 雷西斯滕西亚联邦管辖区，负责查科省、福尔摩萨省和圣菲省南部。
- 波萨达斯联邦管辖区，负责米西奥内斯省。
- 萨尔塔联邦管辖区，负责萨尔塔省和胡胡伊省。
- 圣菲联邦管辖区，负责圣菲省大部和布宜诺斯艾利省北部。
- 圣马丁联邦管辖区，负责大布宜诺斯艾利斯西北部
- 图库曼联邦管辖区，负责图库曼省、卡塔马卡省和圣地亚哥-德尔埃斯特罗省。

## 省司法机关
阿根廷各省依照国家宪法拥有省内自主的司法权。每个省都有各自的诉讼程序和程序法典。
布宜诺斯艾利斯市直到1994年宪法修订前，联邦首都的司法权由国家政府直接管辖。随着获得自治权和布宜诺斯艾利斯市宪法，国家政府开始转移司法资源。
大多数省级法院分为治安法院（Juzgados de Paz）、初审法院（Juzgados de Primera Instancia）、上诉法院（Cámaras de Apelaciones）和省最高法院（máximo tribunal provincial）。